# Loo Hui Phang
Pour les articles homonymes, voir Loo.
Loo Hui Phang, née le 12 novembre 1974 au Laos, est une écrivaine, scénariste et réalisatrice française.

## Biographie

### Famille et formation
Née au Laos en 1974, d'un père chinois et d'une mère vietnamienne, Loo Hui Phang grandit en Normandie.
Elle fait des études de lettres modernes et de cinéma.

### Carrière
Elle signe avec Jean-Pierre Duffour plusieurs livres pour enfants aux éditions Casterman et Hachette. Avec le dessinateur bruxellois Cédric Manche, elle écrit son premier roman graphique, Panorama, édité par Atrabile. Elle y dévoile une vision très personnelle du désir et de la confusion des sentiments. Succès critique, le livre s'annonce comme le premier tome d'une trilogie.
En 2005, la bande dessinée Prestige de l'uniforme est nommée pour le prix du dessin au festival d'Angoulême 2006. Le livre obtient le prix littéraire de la région Provence-Alpes-Côte d'Azur en 2007.
En 2006, elle adapte son roman graphique Panorama en moyen métrage. Présenté aux festivals d'Angoulême, de Lausanne, de Genève, de Lisbonne, aux Pink Screens de Bruxelles, il reçoit le prix Nouveau Regard au festival international LGBT Film Lovers de Turin en 2008.[réf. nécessaire]
En 2007 paraît J'ai tué Geronimo, le second tome de la trilogie initiée par Panorama.
En avril 2009, lors de la Nuit Curieuse Bande dessinée à La Ferme du Buisson, elle conçoit Cache-cache, performance mêlant danse, dessin et vidéo. À cette occasion, elle collabore avec les dessinateurs Hugues Micol et François Olislaeger, et les danseurs Nina Santes et Kevin Jean.
Avec Cent Mille Journées de Prières, livre premier et livre second, parus aux éditions Futuropolis, elle aborde une facette de la tragédie cambodgienne. Mis en images par Michaël Sterckeman, ce récit intimiste est un voyage initiatique, celui d'un jeune garçon en quête de ses origines. Entre réalisme et onirisme, le livre raconte le génocide cambodgien à hauteur d'enfant.
En 2011, pour le festival Temps d'image à La Ferme du Buisson, Prestige de l'uniforme fait l'objet d'une adaptation théâtrale par Frédéric Sonntag.
En 2012 puis 2013, elle collabore avec Philippe Dupuy pour deux livres chez Futuropolis, Les Enfants Pâles et L'Art du Chevalement. Le premier est un roman graphique de 432 pages qui mêle texte, dessins et bande dessinée. Destiné aux adultes et posant des questions d'adultes, ce récit emprunte les figures du conte pour enfants afin d'interroger le parcours de tout homme, depuis l'enfance. En puisant dans les thèmes du genre (l'abandon, la faim, la forêt, la perte de l'innocence) il dessine, entre les lignes, le reflet de notre société.
En décembre 2012, dans le cadre du festival Dépayz'arts, elle participe à la performance Sometimes I think I can see you conçue par l'artiste argentin Mariano Pensotti. Cette expérience d'écriture en direct a lieu à la station RER Val d'Europe et réunit cinq auteurs : Cathy Blisson, Arnaud Cathrine, Jeanne Truong, Vincent Delerm et elle-même. À la manière d’une caméra de surveillance, enregistrant tous les mouvements de personnes anonymes dans l’espace public, chaque écrivain crée des histoires éphémères qui reflètent ce qu’il voit ou imagine au contact des gens. Les textes sont projetés sur deux grands écrans placés sur chaque quai. Les usagers sont impliqués le temps d’une attente de train, dans un dispositif de fiction qui les englobe directement.
À l'occasion de la sortie de leur album Fugitives, les membres de Moriarty demandent à Loo Hui Phang et Philippe Dupuy de réaliser un film pour la chanson Matty Groves.
En mars 2014, elle conçoit La Ferme des animaux, installation immersive inspirée du roman de George Orwell, en collaboration avec Blexbolex, présentée au festival Pulp à La Ferme du Buisson. Dans le cadre de l'édition 2015 de Pulp, elle signe une autre installation immersive inspirée de La Chute de la maison Usher d'Edgar Allan Poe, en collaboration avec Ludovic Debeurme.
En 2016 paraît Nuages et Pluie, dessiné par Philippe Dupuy aux éditions Futuropolis et L'Odeur des garçons affamés, dessiné par Frederik Peeters chez Casterman.
En mars 2016, la Comédie de Caen programme simultanément ses deux pièces de théâtre Tendres fragments de Cornelia Sno et Il faudra bien un jour que le ciel s'éclaircisse. Le mois suivant, c'est à La Ferme du Buisson qu'elle présente son spectacle Billy the Kid I love you, mêlant musique, dessin live et cinéma. Il réunit Rodolphe Burger, Julien Perrodeau, Philippe Dupuy et Fanny Michaëlis.
Le festival d'Angoulême 2017 consacre une exposition à l'ensemble du travail de scénariste de Loo Hui Phang, Synoptique.

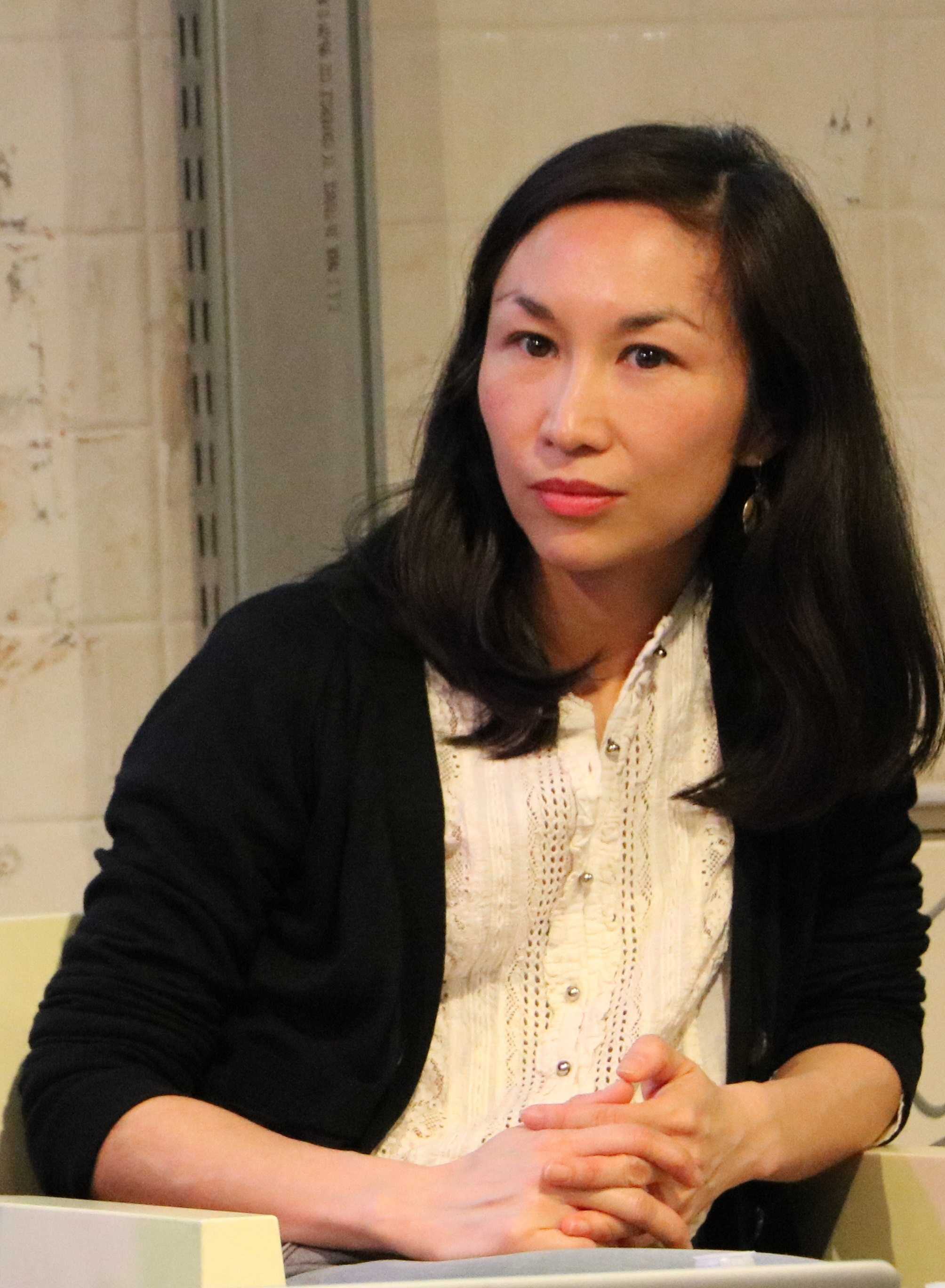
Loo Hui Phang au festival Atlantide 2017.

En septembre 2017, Loo Hui Phang présente Outside au Taipei Art Festival. Mélange de théâtre et de cinéma, Outside traite de sa propre histoire familiale et de l'histoire de Taïwan, des migrations et des identités multiples.
Pour le Pulp Festival 2018, à La Ferme du Buisson, elle signe l'adaptation scénique de Trois Ombres, le roman graphique de Cyril Pedrosa. Le spectacle, mis en scène par Mikaël Serre, mêle théâtre, musique, dessin live et vidéo. Il réunit sur scène Cyril Pedrosa, Bertrand Belin, Thibault Frisoni et Elina Löwensohn.
Aux Rencontres Chaland à Nérac 2018, elle présente LANDS une installation en collaboration avec Jochen Gerner, Benjamin Bachelier, Philippe Dupuy, Simon Roussin, Éric Lambé, Fanny Michaëlis et Ludovic Debeurme.
Elle prépare actuellement Géométrie du Bal, un film avec Rodolphe Burger.
Son premier roman, L’Imprudence, sorti en 2019, reçoit le prix Senghor 2020.
Sa pièce de théâtre Jellyfish, mise en scène par Jean-François Auguste, est lauréate d'ARTCENA en 2020.
En 2020 paraît Black-out, fruit d'une collaboration avec Hugues Micol (Futuropolis). Elle y décrit la vie de Maximus Wyld, personnage fictif d'origine métisse et sa carrière dans le cinéma américain des années 1930 à 1950. C'est l'occasion d'analyser l'utilisation des personnes racisées par les grands studios (MGM, Warner, etc.) d'Hollywood, et leur crainte du mouvement des droits civiques, jusqu'à l'effacement produit par le maccarthysme. L'album, qui figure dans la sélection au festival d'Angoulême 2021, reçoit le prix René-Goscinny 2021.
En 2021, elle est présidente du prix Raymond Leblanc.
En 2023 sort la BD Oliphant, illustrée par Benjamin Bachelier et, en 2024, Smoking. La révolution Yves Saint Laurent, avec le même illustrateur.

## Œuvres

### Roman
- L'Imprudence, Actes Sud, 2019 Prix Senghor 2020[12]

### Bandes dessinées
- La Minute de bonheur, L'Association, 1999
Scénario : Loo Hui Phang - Dessin : Jean-Pierre Duffour
- Panorama, Atrabile, 2004
Scénario : Loo Hui Phang - Dessin : Cédric Manche
- Prestige de l'uniforme, Dupuis, 2005
Scénario : Loo Hui Phang - Dessin : Hugues Micol - Couleurs : Ruby
- Une élection américaine, Futuropolis, 2006
Scénario : Loo Hui Phang - Dessin : Philippe Dupuy
- J'ai tué Geronimo, Atrabile, 2007
Scénario : Loo Hui Phang - Dessin : Cédric Manche
- Cent mille journées de prières, livre premier, Futuropolis, 2011
Scénario : Loo Hui Phang - Dessin : Michaël Sterckeman
- Cent mille journées de prières, livre second, Futuropolis, 2012
Scénario : Loo Hui Phang - Dessin : Michaël Sterckeman
- Les Enfants Pâles, Futuropolis, 2012
Scénario : Loo Hui Phang - Dessin : Philippe Dupuy
- L'art du chevalement, Futuropolis, 20162013
Scénario : Loo Hui Phang - Dessin : Philippe Dupuy
- L'odeur des garçons affamés, Casterman, 2016
Scénario : Loo Hui Phang - Dessin : Frederik Peeters
- Nuages et Pluie, Futuropolis, 2016
Scénario : Loo Hui Phang - Dessin : Philippe Dupuy
- Black-Out, Futuropolis, 2020
Scénario : Loo Hui Phang - Dessin : Hugues Micol
- Oliphant, Futuropolis], 2023
Scénario : Loo Hui Phang - Dessin : Benjamin Bachelier
- Smoking. La révolution Yves Saint Laurent, Futuropolis, 2024
Scénario : Loo Hui Phang - Dessin : Benjamin Bachelier

#### Prix
- 2007 : prix littéraire PACA pour Prestige de l'uniforme[1]
- 2016 : prix Landerneau pour L’Odeur des garçons affamés[1]
- 2017 : prix Jacarbo au festival La BD est dans le pré avec L’Odeur des garçons affamés
- 2021 : prix René-Goscinny pour Black-Out[9]

### Livres illustrés
- Délices de vaches avec Jean-Pierre Duffour, Casterman, 2000 Prix des Incorruptibles 2000.
- Merveilles de bricolage avec Jean-Pierre Duffour, Casterman
- Jouets plus ultra avec Jean-Pierre Duffour, Casterman
- Bienvenue au collège avec Jean-Pierre Duffour, Hachette
- Tout seuls avec Jean-Pierre Duffour, Hachette

## Spectacles
- Trois Ombres, avec Cyril Pedrosa, Bertrand Belin, Thibault Frisoni et Elina Löwensohn, mis en scène par Mikaël Serre (2018)
- Outside, mis en scène avec Jean-François Auguste, avec Yilin Yang (2017)
- Billy the Kid I love you, avec Rodolphe Burger, Julien Perrodeau, Philippe Dupuy et Fanny Michaëlis, écrit et mis en scène par Loo Hui Phang (2016)
- Tendres Fragments de Cornelia Sno, avec Xavier Guelfi, mis en scène par Jean-François Auguste (2016)
- Exquise esquisse #4 avec Jean-François Auguste à La Ferme du Buisson[13]
- Exquise esquisse #3 avec Jean-François Auguste à La Ferme du Buisson[13]
- Exquise esquisse #2 avec Richard Gaitet à La Ferme du Buisson[13]
- Tendres fragments de Cornelia Sno, avec Xavier Guelfi, mis en scène par Jean-François Auguste
- Il faudra bien un jour que le ciel s'éclaircisse, par la compagnie Sans Soucis (2015)
- Cache-cache, avec Hugues Micol et François Olislaeger (2009)

## Filmographie
- Home Made (réalisation), documentaire tourné à New York (2001)
- Bicéphale (scénario et réalisation), court métrage d'animation (2003)
- Monde extérieur (scénario écrit en collaboration avec Michel Houellebecq), de David Rault et David Warren (2004)
- Panorama (scénario et réalisation), moyen métrage, d'après sa bande dessinée éponyme (2006) — coproduit et diffusé par Arte Prix Nouveau Regard du festival international de Turin 2008
- Matty Groves (scénario et réalisation), clip pour Moriarty (2013)
- Taiwan Unheimlich, court métrage

## Expositions
- « Lands », Rencontres Chaland, 2018
- « Synoptique », Festival d'Angoulême 2017
- « La chute de la maison Usher », en collaboration avec Ludovic Debeurme, La Ferme du Buisson, 2015
- « La Ferme des animaux », en collaboration avec Blexbolex, La Ferme du Buisson, 2014